# Diary of a Madman Tour
Diary of a Madman Tour fue la segunda gira del músico británico Ozzy Osbourne en soporte del álbum Diary of a Madman y visitó países de Europa, Norteamérica y Asia. Esta sería la última gira del guitarrista Randy Rhoads, muerto en un accidente aéreo el 19 de marzo de 1982 durante la primera etapa de la gira. La banda se tomó dos semanas de receso luego de su fallecimiento. Ozzy y Sharon Osbourne reiniciaron el tour con el guitarrista Bernie Tormé, el cual solo participó en algunos conciertos para dar paso a Brad Gillis.

## Personal

### Europa
- Ozzy Osbourne — voz
- Randy Rhoads — guitarra
- Rudy Sarzo — bajo
- Tommy Aldridge — batería
- Lindsay Bridgewater — teclados

### Norteamérica
- Ozzy Osbourne — voz
- Randy Rhoads — guitarra
- Rudy Sarzo — bajo
- Tommy Aldridge — batería
- Don Airey — teclados
- Bernie Tormé — guitarra (reemplazando al fallecido Randy Rhoads)

### Speak of the Devil
- Ozzy Osbourne — voz
- Brad Gillis — guitarra
- Rudy Sarzo — bajo
- Tommy Aldridge — batería
- Don Airey — teclados

## Lista de canciones

### Europa
"Diary of a Madman" (Intro/Outro)
1. "Over the Mountain"
2. "Flying High Again"
3. "Believer"
4. "Crazy Train"
5. "Mr. Crowley"
6. "I Don't Know"
7. "Revelation Mother Earth"
8. "Suicide Solution"
9. Solo de guitarra
10. Solo de batería
11. "Paranoid"
12. "Steal Away the Night"

### Setlist principal
"Diary of a Madman" (Intro/Outro)
1. "Over the Mountain"
2. "Mr. Crowley"
3. "Crazy Train"
4. "Revelation Mother Earth"
5. "Steal Away the Night"
6. "Suicide Solution"
7. Solo de guitarra
8. Solo de batería
9. "Goodbye to Romance"
10. "I Don't Know"
11. "No Bone Movies"
12. "Believer"
13. "Flying High Again"
14. "Iron Man" + "Children of the Grave"
15. "Paranoid"

## Fechas
| Fecha                        | Ciudad                           | País           | Escenario                                                                            |
| Europa                       | Europa                           | Europa         | Europa                                                                               |
| ---------------------------- | -------------------------------- | -------------- | ------------------------------------------------------------------------------------ |
| 30 de octubre de 1981        | Bruselas                         | Bélgica        | Forest National                                                                      |
| 31 de octubre de 1981        | Ámsterdam                        | Holanda        | Jaap Edenhal                                                                         |
| 1 de noviembre de 1981       | Essen                            | Alemania       | Grugahalle                                                                           |
| 2 de noviembre de 1981       | Bremen                           | Alemania       | ÖVB Arena                                                                            |
| 3 de noviembre de 1981       | Kiel                             | Alemania       | Sparkassen-Arena                                                                     |
| 4 de noviembre de 1981       | Hanover                          | Alemania       | Eilenriedehalle                                                                      |
| 5 de noviembre de 1981       | Hamburgo                         | Alemania       | Ernst-Merck-Halle                                                                    |
| 6 de noviembre de 1981       | Wolfsburgo                       | Alemania       | Wolfsburg City Hall                                                                  |
| 8 de noviembre de 1981       | Colonia                          | Alemania       | Sporthalle                                                                           |
| 9 de noviembre de 1981       | Offenbach                        | Alemania       | Stadthalle Offenbach                                                                 |
| 10 de noviembre de 1981      | Saarbrücken                      | Alemania       | Saarlandhalle                                                                        |
| 11 de noviembre de 1981      | Karlsruhe                        | Alemania       | Black Forest Hall                                                                    |
| 12 de noviembre de 1981      | Ravensburg                       | Alemania       | Upper Swabia Hall                                                                    |
| 13 de noviembre de 1981      | Böblingen                        | Alemania       | Sporthalle                                                                           |
| 14 de noviembre de 1981      | Neunkirchen                      | Alemania       | Hemmerleinhalle                                                                      |
| 16 de noviembre de 1981      | Munich                           | Alemania       | Rudi-SedlMayoer-Halle                                                                |
| 17 de noviembre de 1981      | Eppelheim                        | Alemania       | Rhein-Neckar-Halle                                                                   |
| 19 de noviembre de 1981      | Dortmund                         | Alemania       | Westfalenhallen                                                                      |
| 20 de noviembre de 1981      | Kürnach                          | Alemania       | Kuernach Hall                                                                        |
| 22 de noviembre de 1981      | Estrasburgo                      | Francia        | Rhenus Hall                                                                          |
| 23 de noviembre de 1981      | Reims                            | Francia        | Reims Sports Palace                                                                  |
| 24 de noviembre de 1981      | París                            | Francia        | Hippodrome de Pantin                                                                 |
| 25 de noviembre de 1981      | Lille                            | Francia        | St. Sauveur Sports Palace                                                            |
| 27 de noviembre de 1981      | Geneva                           | Suiza          | Champel Sports Pavilion                                                              |
| 29 de noviembre de 1981      | Bristol                          | Inglaterra     | Colston Hall                                                                         |
| 30 de noviembre de 1981      | Cardiff                          | Gales          | Sophia Gardens Pavilion                                                              |
| 1 de diciembre de 1981       | Leicester                        | Inglaterra     | De Montfort Hall                                                                     |
| 2 de diciembre de 1981       | Liverpool                        | Inglaterra     | Royal Court Theatre (último concierto de Lindsay)                                    |
| 4 de diciembre de 1981       | Edinburgh                        | Escocia        | Edinburgh Playhouse                                                                  |
| 5 de diciembre de 1981       | Glasgow                          | Escocia        | The Apollo                                                                           |
| 6 de diciembre de 1981       | Newcastle                        | Inglaterra     | Newcastle City Hall                                                                  |
| 7 de diciembre de 1981       | Newcastle                        | Inglaterra     | Newcastle City Hall                                                                  |
| 18 de diciembre de 1981      | Manchester                       | Inglaterra     | Apollo                                                                               |
| 19 de diciembre de 1981      | Leeds                            | Inglaterra     | Queens Hall                                                                          |
| 22 de diciembre de 1981      | Stafford                         | Inglaterra     | New Bingley Hall                                                                     |
| 23 de diciembre de 1981      | Leicester                        | Inglaterra     | De Montfort Hall                                                                     |
| 24 de diciembre de 1981      | Londres                          | Inglaterra     | Hammersmith Odeon                                                                    |
| 26 de diciembre de 1981      | Londres                          | Inglaterra     | Hammersmith Odeon                                                                    |
| Norteamérica (primera etapa) |                                  |                |                                                                                      |
| 30 de diciembre de 1981      | Daly City, California            | Estados Unidos | Cow Palace (primer concierto de Don Airey)                                           |
| 31 de diciembre de 1981      | Los Ángeles                      | Estados Unidos | Los Angeles Memorial Sports Arena                                                    |
| 1 de enero de 1982           | Phoenix, Arizona                 | Estados Unidos | Arizona Veterans Memorial Coliseum                                                   |
| 3 de enero de 1982           | Fresno, California               | Estados Unidos | Selland Arena                                                                        |
| 4 de enero de 1982           | San Diego                        | Estados Unidos | San Diego Sports Arena                                                               |
| 6 de enero de 1982           | Tucson, Arizona                  | Estados Unidos | Tucson Community Center Arena                                                        |
| 7 de enero de 1982           | Albuquerque, Nuevo México        | Estados Unidos | Tingley Coliseum                                                                     |
| 9 de enero de 1982           | Salt Lake City                   | Estados Unidos | Salt Palace                                                                          |
| 10 de enero de 1982          | Boulder, Colorado                | Estados Unidos | Coors Events Center                                                                  |
| 12 de enero de 1982          | Omaha, Nebraska                  | Estados Unidos | Omaha Civic Arena                                                                    |
| 13 de enero de 1982          | Kansas City, Misuri              | Estados Unidos | Kansas City Municipal Arena                                                          |
| 15 de enero de 1982          | Bloomington, Minnesota           | Estados Unidos | Met Center                                                                           |
| 17 de enero de 1982          | Duluth, Minnesota                | Estados Unidos | Duluth Arena                                                                         |
| 19 de enero de 1982          | La Crosse, Wisconsin             | Estados Unidos | La Crosse Center                                                                     |
| 20 de enero de 1982          | Des Moines, Iowa                 | Estados Unidos | Des Moines Veterans Memorial Auditorium (Ozzy muerde la cabeza de un murciélago)     |
| 22 de enero de 1982          | Milwaukee                        | Estados Unidos | MECCA Arena                                                                          |
| 23 de enero de 1982          | Madison, Wisconsin               | Estados Unidos | Dane County Veterans Memorial Coliseum                                               |
| 24 de enero de 1982          | Rosemont, Illinois               | Estados Unidos | Rosemont Horizon                                                                     |
| 26 de enero de 1982          | Champaign, Illinois              | Estados Unidos | Assembly Hall (Cancelado por colapso de Ozzy durante la canción "Over the Mountain") |
| 27 de enero de 1982          | St. Louis                        | Estados Unidos | Kiel Auditorium                                                                      |
| 29 de enero de 1982          | Terre Haute, Indiana             | Estados Unidos | Hulman Center                                                                        |
| 30 de enero de 1982          | Toledo, Ohio                     | Estados Unidos | Toledo Sports Arena                                                                  |
| 31 de enero de 1982          | Richfield, Ohio                  | Estados Unidos | Richfield Coliseum                                                                   |
| 2 de febrero de 1982         | Pittsburgh                       | Estados Unidos | Civic Arena                                                                          |
| 3 de febrero de 1982         | Charleston, West Virginia        | Estados Unidos | Charleston Civic Coliseum                                                            |
| 5 de febrero de 1982         | Lansing, Míchigan                | Estados Unidos | Lansing Civic Center                                                                 |
| 6 de febrero de 1982         | San Luis                         | Estados Unidos | Kiel Auditorium                                                                      |
| 8 de febrero de 1982         | Detroit                          | Estados Unidos | Cobo Center                                                                          |
| 9 de febrero de 1982         | Kalamazoo, Míchigan              | Estados Unidos | Wings Stadium                                                                        |
| 11 de febrero de 1982        | Indianápolis                     | Estados Unidos | Market Square Arena                                                                  |
| 12 de febrero de 1982        | Cincinnati                       | Estados Unidos | Riverfront Coliseum                                                                  |
| 13 de febrero de 1982        | Lexington, Kentucky              | Estados Unidos | Rupp Arena                                                                           |
| 15 de febrero de 1982        | Beaumont, Texas                  | Estados Unidos | Fair Park Coliseum                                                                   |
| 17 de febrero de 1982        | Houston                          | Estados Unidos | Sam Houston Coliseum                                                                 |
| 19 de febrero de 1982        | San Antonio                      | Estados Unidos | San Antonio Convention Center Arena (Ozzy es arrestado por orinar en El Álamo)       |
| 20 de febrero de 1982        | Dallas                           | Estados Unidos | Reunion Arena                                                                        |
| 21 de febrero de 1982        | Corpus Christi, Texas            | Estados Unidos | Memorial Coliseum                                                                    |
| 23 de febrero de 1982        | El Paso, Texas                   | Estados Unidos | El Paso County Coliseum                                                              |
| 24 de febrero de 1982        | Lubbock, Texas                   | Estados Unidos | Lubbock Memorial Civic Center                                                        |
| 25 de febrero de 1982        | Norman, Oklahoma                 | Estados Unidos | Lloyd Noble Center                                                                   |
| 27 de febrero de 1982        | Valley Center, Kansas            | Estados Unidos | Britt Brown Arena                                                                    |
| 28 de febrero de 1982        | Amarillo, Texas                  | Estados Unidos | Amarillo Civic Center                                                                |
| 2 de marzo de 1982           | Shreveport, Luisiana             | Estados Unidos | Hirsch Memorial Coliseum                                                             |
| 3 de marzo de 1982           | Baton Rouge, Louisiana           | Estados Unidos | Baton Rouge River Center Arena                                                       |
| 5 de marzo de 1982           | Pine Bluff, Arkansas             | Estados Unidos | Pine Bluff Convention Center                                                         |
| 6 de marzo de 1982           | Birmingham, Alabama              | Estados Unidos | Boutwell Memorial Auditorium                                                         |
| 17 de marzo de 1982          | Atlanta                          | Estados Unidos | Omni Coliseum                                                                        |
| 18 de marzo de 1982          | Knoxville, Tennessee             | Estados Unidos | Knoxville Civic Coliseum (último concierto de Randy Rhoads)                          |
| 20 de marzo de 1982          | Orlando, Florida                 | Estados Unidos | Orlando Citrus Bowl Stadium                                                          |
| 21 de marzo de 1982          | Miami                            | Estados Unidos | Miami Orange Bowl                                                                    |
| 24 de marzo de 1982          | Landover                         | Estados Unidos | Capital Centre                                                                       |
| 25 de marzo de 1982          | Binghamton                       | Estados Unidos | Broome County Veterans Memorial Arena                                                |
| 26 de marzo de 1982          | Philadelphia                     | Estados Unidos | Spectrum                                                                             |
| 28 de marzo de 1982          | Hempstead                        | Estados Unidos | Nassau Coliseum                                                                      |
| 29 de marzo de 1982          | East Rutherford                  | Estados Unidos | Meadowlands Arena                                                                    |
| 30 de marzo de 1982          | Hartford                         | Estados Unidos | Hartford Civic Arena                                                                 |
| Norteamérica (segunda etapa) |                                  |                |                                                                                      |
| 1 de abril de 1982           | Bethlehem, Pensilvania           | Estados Unidos | Stabler Arena (primer concierto de Bernie Tormé)                                     |
| 2 de abril de 1982           | Boston                           | Estados Unidos | Boston Garden                                                                        |
| 3 de abril de 1982           | New Haven, Connecticut           | Estados Unidos | New Haven Coliseum                                                                   |
| 5 de abril de 1982           | Nueva York, Nueva York           | Estados Unidos | Madison Square Garden                                                                |
| 7 de abril de 1982           | Providence, Rhode Island         | Estados Unidos | Providence Civic Arena                                                               |
| 9 de abril de 1982           | Buffalo, Nueva York              | Estados Unidos | Buffalo Memorial Auditorium                                                          |
| 10 de abril de 1982          | Rochester, Nueva York            | Estados Unidos | Rochester Community War Memorial Arena (último concierto de Bernie Tormé)            |
| 11 de abril de 1982          | Glens Falls                      | Estados Unidos | Glens Falls Civic Arena                                                              |
| 13 de abril de 1982          | Binghamton, Nueva York           | Estados Unidos | Broome County Veterans Memorial Arena (primer concierto de Brad Gillis)              |
| 15 de abril de 1982          | Fort Wayne, Indiana              | Estados Unidos | Allen County War Memorial Coliseum                                                   |
| 16 de abril de 1982          | Evansville, Indiana              | Estados Unidos | Roberts Municipal Stadium                                                            |
| 17 de abril de 1982          | Louisville, Kentucky             | Estados Unidos | Freedom Hall                                                                         |
| 19 de abril de 1982          | Roanoke, Virginia                | Estados Unidos | Roanoke Civic Arena                                                                  |
| 20 de abril de 1982          | Hampton, Virginia                | Estados Unidos | Hampton Coliseum                                                                     |
| 21 de abril de 1982          | Richmond, Virginia               | Estados Unidos | Richmond Coliseum                                                                    |
| 23 de abril de 1982          | Johnson City, Tennessee          | Estados Unidos | Freedom Hall Civic Center                                                            |
| 24 de abril de 1982          | Landover, Maryland               | Estados Unidos | Capital Centre                                                                       |
| 25 de abril de 1982          | Baltimore                        | Estados Unidos | Baltimore Civic Arena                                                                |
| 26 de abril de 1982          | Philadelphia                     | Estados Unidos | Spectrum                                                                             |
| 28 de abril de 1982          | Memphis, Tennessee               | Estados Unidos | Mid-South Coliseum                                                                   |
| 29 de abril de 1982          | Nashville, Tennessee             | Estados Unidos | Nashville Municipal Auditorium                                                       |
| 30 de abril de 1982          | Greensboro, Carolina del Norte   | Estados Unidos | Greensboro Coliseum                                                                  |
| 1 de mayo de 1982            | Fayetteville, Carolina del Norte | Estados Unidos | Cumberland County Memorial Arena                                                     |
| 3 de mayo de 1982            | Hempstead, Nueva York            | Estados Unidos | Nassau Coliseum                                                                      |
| 4 de mayo de 1982            | Wheeling, Virgina Occidental     | Estados Unidos | Wheeling Civic Arena                                                                 |
| 5 de mayo de 1982            | Greenville, Carolina del Sur     | Estados Unidos | Greenville Memorial Auditorium                                                       |
| 6 de mayo de 1982            | Charlotte, Carolina del Norte    | Estados Unidos | Bojangles' Coliseum                                                                  |
| 8 de mayo de 1982            | Erie, Pensilvania                | Estados Unidos | Erie County Field House                                                              |
| 9 de mayo de 1982            | Syracuse, Nueva York             | Estados Unidos | Onondaga County War Memorial Arena                                                   |
| 10 de mayo de 1982           | Glens Falls, Nueva York          | Estados Unidos | Glens Falls Civic Arena                                                              |
| 19 de mayo de 1982           | South Yarmouth, Massachusetts    | Estados Unidos | Cape Cod Coliseum                                                                    |
| 21 de mayo de 1982           | Hartford, Connecticut            | Estados Unidos | Hartford Civic Arena                                                                 |
| 22 de mayo de 1982           | Portland, Maine                  | Estados Unidos | Cumberland County Civic Arena                                                        |
| 23 de mayo de 1982           | East Rutherford, New Jersey      | Estados Unidos | Meadowlands Arena                                                                    |
| 25 de mayo de 1982           | Columbus, Ohio                   | Estados Unidos | Columbus Fairgrounds Coliseum                                                        |
| 26 de mayo de 1982           | Trotwood, Ohio                   | Estados Unidos | Hara Arena                                                                           |
| 27 de mayo de 1982           | Springfield, Illinois            | Estados Unidos | Prairie Capital Convention Center                                                    |
| 28 de mayo de 1982           | Hoffman Estates, Illinois        | Estados Unidos | Poplar Creek Music Theater                                                           |
| 29 de mayo de 1982           | East Troy, Wisconsin             | Estados Unidos | Alpine Valley Music Theatre                                                          |
| 30 de mayo de 1982           | Charlevoix, Míchigan             | Estados Unidos | Castle Farms                                                                         |
| 31 de mayo de 1982           | Ann Arbor, Míchigan              | Estados Unidos | Chrysler Center                                                                      |
| 2 de junio de 1982           | Ottawa                           | Canadá         | Ottawa Civic Arena                                                                   |
| 3 de junio de 1982           | Montreal                         | Canadá         | Montreal Forum                                                                       |
| 4 de junio de 1982           | Toronto                          | Canadá         | Maple Leaf Gardens                                                                   |
| 6 de junio de 1982           | Winnipeg                         | Canadá         | Winnipeg Arena                                                                       |
| 7 de junio de 1982           | Regina, Saskatchewan             | Canadá         | Agridome                                                                             |
| 8 de junio de 1982           | Edmonton                         | Canadá         | Northlands Coliseum                                                                  |
| 9 de junio de 1982           | Calgary                          | Canadá         | Stampede Corral                                                                      |
| 10 de junio de 1982          | Vancouver                        | Canadá         | Pacific Coliseum                                                                     |
| 12 de junio de 1982          | Anchorage                        | Estados Unidos | West Anchorage High School                                                           |
| 15 de junio de 1982          | Seattle                          | Estados Unidos | Seattle Coliseum                                                                     |
| 16 de junio de 1982          | Spokane, Washington              | Estados Unidos | Spokane Coliseum                                                                     |
| 17 de junio de 1982          | Portland                         | Estados Unidos | Veterans Memorial Coliseum                                                           |
| 19 de junio de 1982          | Oakland, California              | Estados Unidos | Oakland Arena                                                                        |
| 20 de junio de 1982          | Bakersfield, California          | Estados Unidos | Bakersfield Convention Center Arena                                                  |
| 22 de junio de 1982          | Reno, Nevada                     | Estados Unidos | Reno-Sparks Convention Center                                                        |
| 24 de junio de 1982          | San Diego                        | Estados Unidos | San Diego Sports Arena                                                               |
| 25 de junio de 1982          | Irvine, California               | Estados Unidos | Irvine Meadows Amphitheatre (Grabación del video Speak of the Devil)                 |
| 28 de junio de 1982          | Honolulu                         | Estados Unidos | Honolulu International Center Arena                                                  |
| Asia                         |                                  |                |                                                                                      |
| 9 de julio de 1982           | Osaka                            | Japón          | Festival Hall, Osaka                                                                 |
| 11 de julio de 1982          | Nagoya                           | Japón          | Nagoya Civic Assembly Hall                                                           |
| 13 de julio de 1982          | Kyoto                            | Japón          | Kyoto Kaikan                                                                         |
| 14 de julio de 1982          | Tokio                            | Japón          | Nakano Sun Plaza Hall                                                                |
| 15 de julio de 1982          | Tokio                            | Japón          | Nakano Sun Plaza Hall                                                                |
| Norteamérica (etapa final)   |                                  |                |                                                                                      |
| 1 de agosto de 1982          | Inglewood, California            | Estados Unidos | The Forum                                                                            |
| 7 de agosto de 1982          | Dallas                           | Estados Unidos | Cotton Bowl                                                                          |
| 8 de agosto de 1982          | Nueva Orleans                    | Estados Unidos | Tad Gormley Stadium (último concierto de Airey)                                      |